# Roberto Bautista Agut
Roberto Bautista Agut (* 14. dubna 1988 Castellon de la Plana, Valencijské společenství) je španělský profesionální tenista. Ve své dosavadní kariéře na okruhu ATP Tour vyhrál dvanáct singlových turnajů. Na challengerech ATP a okruhu ITF získal třináct titulů ve dvouhře.
Na žebříčku ATP byl nejvýše ve dvouhře klasifikován v listopadu 2019 na 9. místě a ve čtyřhře pak v březnu 2014 na 169. místě. Trénují ho José Luis Vendrell Bru a Daniel Gimeno-Traver. Dříve tuto roli plnili Esteban Carril, Javier Piles či Pepe Vendrel. V kombinovaném světovém žebříčku ITF juniorů dosáhl maxima v červenci 2006, kdy figuroval na 47. příčce.
Na grandslamu se nejdále probojoval do semifinále Wimbledonu 2019, kde podlehl světové jedničce Novaku Djokovićovi. Na Středomořských hrách 2009 v italské Pescaře získal zlatou medaili z dvouhry a bronz ze čtyřhry mužů.
Ve španělském daviscupovém týmu debutoval v roce 2014 frankfurtským utkáním 1. kola Světové skupiny proti Německu, v němž prohrál první dvouhru s Philippem Kohlschreiberem a posléze i pátou proti Danielu Brandsovi. Španělé podlehli celkově 1:4 na zápasy. Do listopadu 2024 v soutěži nastoupil k sedmnácti mezistátním utkáním s bilancí 15–7 ve dvouhře.
Španělsko reprezentoval na Letních olympijských hrách 2016 v Riu de Janeiru, kde v mužské dvouhře startoval jako desátý nasazený. Cestou do čtvrtfinále na jeho raketě skončili Rus Andrej Kuzněcov, jenž skrečoval po druhé sadě, Ital Paolo Lorenzi a Lucemburčan Gilles Müller. Mezi poslední osmičkou hráčů nestačil ve dvou tiebreacích na později stříbrného medailistu Juana Martína del Potra z Argentiny. Do mužské čtyřhry nastoupili s Davidem Ferrerem v roli turnajových osmiček. Soutěž opustili také ve čtvrtfinále po prohře s americkým párem Steve Johnson a Jack Sock.

## Tenisová kariéra
Premiérové finále na okruhu ATP Tour si zahrál na lednovém Aircel Chennai Open 2013 v indické Čennaíi. Ve čtvrtfinále zdolal poprvé v kariéře hráče elitní světové desítky, šestého v pořadí Tomáše Berdycha. Po zvládnutém semifinále s Benoîtem Pairem nestačil v boji o titul druhému nasazenému Srbovi Janku Tipsarevićovi, přestože vyhrál úvodní sadu.
Na nejvyšší grandslamové úrovni si ve dvouhře zahrál osmifinále Australian Open 2014, když na jeho raketě zůstali Američan Tim Smyczek, argentinská světová pětka Juan Martín del Potro po pětisetové bitvě a Francouz Benoît Paire, kterému uštědřil druhou porážku v řadě, po aucklandském Heineken Open 2014. Ve čtvrtém kole však nestačil na bulharského tenistu Grigora Dimitrova po čtyřsetovém průběhu.
Na antukovém French Open 2014 si poradil s italským kvalifikantem Paolem Lorenzim a opět s Pairem, když zvýšil bilanci vzájemných střetnutí na 3–0. Ve třetím kole byl nad jeho síly šestý hráč světa Tomáš Berdych, který mu vrátil porážku z březnového Indian Wells Masters 2014.
Debutovou trofej z okruhu ATP Tour zaznamenal na travnatém Topshelf Open 2014, konaném během června v 's-Hertogenboschi. V roli třetího nasazeného sehrál od čtvrtfinále tři vítězné třísetové zápasy, když postupně přešel přes francouzského hráče Nicolase Mahuta, Rakušana Jürgena Melzera a ve finále německého tenistu Benjamina Beckera. Třetí trofej si odvezl z lednového ASB Classic 2016, hraného v Aucklandu. Jako turnajová osmička ve finále zdolal amerického hráče Jacka Socka. Ten, po prohrané úvodní sadě, na počátku druhého setu zápas skrečoval. Americká světová dvacet šestka se potýkala v předchozích dvou dnech s virózou a za teplého a slunečného počasí byla na dvorci malátná.

## Finále na okruhu ATP Tour

### Dvouhra: 23 (12–11)
| Legenda                     |
| --------------------------- |
| Grand Slam (0)              |
| Turnaj mistrů (0)           |
| ATP Tour Masters 1000 (0–1) |
| ATP Tour 500 (1–0)          |
| ATP Tour 250 (11–10)        |

| Stav      | č.  | datum             | turnaj                         | kategorie   | povrch    | soupeř ve finále      | výsledek                |
| --------- | --- | ----------------- | ------------------------------ | ----------- | --------- | --------------------- | ----------------------- |
| Finalista | 1.  | 6. ledna 2013     | Čennaj, Indie                  | ATP 250     | tvrdý     | Janko Tipsarević      | 6–3, 1–6, 3–6           |
| Vítěz     | 1.  | 21. června 2014   | 's-Hertogenbosch, Nizozemsko   | ATP 250     | tráva     | Benjamin Becker       | 2–6, 7–6(7–2), 6–4      |
| Vítěz     | 2.  | 13. července 2014 | Stuttgart, Německo             | ATP 250     | antuka    | Lukáš Rosol           | 6–3, 4–6, 6–2           |
| Finalista | 2.  | 19. října 2014    | Moskva, Rusko                  | ATP 250     | tvrdý (h) | Marin Čilić           | 4–6, 4–6                |
| Finalista | 3.  | 25. října 2015    | Moskva, Rusko (2)              | ATP 250     | tvrdý (h) | Marin Čilić           | 4–6, 4–6                |
| Finalista | 4.  | 1. listopadu 2015 | Valencie, Španělsko            | ATP 250     | tvrdý (h) | João Sousa            | 6–3, 3–6, 4–6           |
| Vítěz     | 3.  | 16. ledna 2016    | Auckland, Nový Zéland          | ATP 250     | tvrdý     | Jack Sock             | 6–1, 1–0skreč           |
| Vítěz     | 4.  | 7. února 2016     | Sofie, Bulharsko               | ATP 250     | tvrdý (h) | Viktor Troicki        | 6–3, 6–4                |
| Finalista | 5.  | 27. srpna 2016    | Winston-Salem, Spojené státy   | ATP 250     | tvrdý     | Pablo Carreño Busta   | 7–6(8–6), 6–7(1–7), 4–6 |
| Finalista | 6.  | 16. října 2016    | Šanghaj, Čína                  | ATP Masters | tvrdý     | Andy Murray           | 6−7(1−7), 1−6           |
| Vítěz     | 5.  | 8. ledna 2017     | Čennaj, Indie                  | ATP 250     | tvrdý     | Daniil Medveděv       | 6–3, 6–4<               |
| Vítěz     | 6.  | 26. srpna 2017    | Winston-Salem, Spojené státy   | ATP 250     | tvrdý     | Damir Džumhur         | 6–4, 6–4                |
| Vítěz     | 7.  | 13. ledna 2018    | Auckland, Nový Zéland          | ATP 250     | tvrdý     | Juan Martín del Potro | 6–1, 4–6, 7–5           |
| Vítěz     | 8.  | 3. března 2018    | Dubaj, Spojené arabské emiráty | ATP 500     | tvrdý     | Lucas Pouille         | 6–3, 6–4                |
| Finalista | 7.  | 29. července 2018 | Gstaad, Švýcarsko              | ATP 250     | antuka    | Matteo Berrettini     | 6–7(9–11), 4–6          |
| Vítěz     | 9.  | 5. ledna 2019     | Dauhá, Katar                   | ATP 250     | tvrdý     | Tomáš Berdych         | 6–4, 3–6, 6–3           |
| Finalista | 8.  | 28. února 2021    | Montpellier, Francie           | ATP 250     | tvrdý (h) | David Goffin          | 7–5, 4–6, 2–6           |
| Finalista | 9.  | 13. března 2021   | Dauhá, Katar                   | ATP 250     | tvrdý     | Nikoloz Basilašvili   | 6–7(5–7), 2–6           |
| Vítěz     | 10. | 19. února 2022    | Dauhá, Katar                   | ATP 250     | tvrdý     | Nikoloz Basilašvili   | 6–3, 6–4                |
| Finalista | 10. | 25. června 2022   | Mallorca, Španělsko            | ATP 250     | tráva     | Stefanos Tsitsipas    | 4–6, 6–3, 6–7(2–7)      |
| Vítěz     | 11. | 30. července 2022 | Kitzbühel, Rakousko            | ATP 250     | antuka    | Filip Misolic         | 6–2, 6–2                |
| Finalista | 11. | 14. ledna 2023    | Adelaide, Austrálie            | ATP 250     | tvrdý     | Kwon Sun-u            | 4–6, 6–3, 6–7(4–7)      |
| Vítěz     | 12. | 20. října 2024    | Antverpy, Belgie               | ATP 250     | tvrdý (h) | Jiří Lehečka          | 7–5, 6–1                |

## Tituly na challengerech ATP a okruhu Futures
| Legenda – tituly |
| ---------------- |
| Challengery (3)  |
| Futures (10)     |

### Dvouhra (13 titulů)
| Č.  | datum             | turnaj                  | povrch | poražený finalista      | výsledek            |
| --- | ----------------- | ----------------------- | ------ | ----------------------- | ------------------- |
| 1.  | 25. června 2007   | Màlaga, Španělsko       | antuka | Pedro Clar-Rosselló     | 7–5, 6–3            |
| 2.  | 30. července 2007 | Xàtiva, Španělsko       | antuka | Pedro Clar-Rosselló     | 6–3, 6–4            |
| 3.  | 28. července 2008 | Xàtiva, Španělsko       | antuka | Gerard Granollers       | 6–4, 6–4            |
| 4.  | 22. září 2008     | Martos, Španělsko       | tvrdý  | James Ward              | 3–6, 6–3, 6–2       |
| 5.  | 29. září 2008     | Còrdoba, Španělsko      | tvrdý  | Jean-Noel Insausti      | 6–7(5–7), 6–3, 6–4  |
| 6.  | 16. března 2009   | Badalona, Španělsko     | antuka | Marc Fornell-Mestres    | 6–4, 6–4            |
| 7.  | 21. září 2009     | Alcorcón, Španělsko     | tvrdý  | Thomas Schoorel         | 6–4, 6–3            |
| 8.  | 25. ledna 2010    | Murcia, Španělsko       | tvrdý  | Sergio Gutiérrez-Ferrol | 7–5, 6–2            |
| 9.  | 8. března 2010    | Tripton, Velká Británie | tvrdý  | Daniel Smethurst        | 7–5, 6–4            |
| 10. | 13. září 2010     | Mòstoles, Španělsko     | tvrdý  | Philip Bester           | 6–7, 6–4, 6–2       |
| 11. | 22. dubna 2012    | Rai Open, Itálie        | antuka | Rui Machado             | 6–7 (7–9), 6–4, 6–3 |
| 12. | 29. července 2012 | Orbetello, Itálie       | antuka | Dušan Lajović           | 6–3, 6–1            |
| 13. | 12. srpna 2012    | Pozoblanco, Španělsko   | tvrdý  | Arnau Brugués-Davi      | 6–3, 6–4            |